# Tabebuia aurea
Tabebuia aurea é uma árvore pertencente ao gênero Tabebuia. Foi descrita originalmente em 1836 como Bignonia aurea, por Silva Manso. É mais conhecida  como ipê-amarelo-craibeira e ipê-paratudo.
Está na lista da flora ameaçada do estado de São Paulo.
A Craibeira foi instituída árvore símbolo do estado em Alagoas em 29 de abril de 1985, pelo decreto estadual 6.239 assinando pelo então governador Divaldo Suruagy.

## Etimologia
O nome  popular "paratudo" deve-se ao fato de que os pantaneiros do Brasil mascam a casca como remédio para problemas no estômago, vermes, diabetes, inflamações e febres.
Outros nomes populares: craibeira, caraiberia, caroba-do-campo, cinco-em-rama, cinco-folhas-do-campo, ipê-amarelo-do-cerrado, pau-d'arco.

## Características
Seu tamanho varia de 10 a 20 metros (menor no cerrado). 
O tronco é tortuoso com casca grossa.
As folhas são compostas com 3-7 folíolos, glabras e subcoriáceas.
O fruto é cápsula cilíndrica deiscente. Eles amadurecem entre setembro e outubro e suas flores abrem em agosto-setembro.

## Ocorrência
Cerrado, caatinga, Amazônia e Pantanal, embora com características morfológicas diferentes, nos estados de Amapá, Amazonas, Pará, Maranhão, Piauí, Ceará, Paraíba, Pernambuco, Rio Grande do Norte, Bahia, Goiás, Mato Grosso, Mato Grosso do Sul, Minas Gerais, São Paulo e Paraná.
Nativa também da Bolívia, Argentina, Paraguai, Peru e Suriname.
Geralmente essas árvores vivem no cerrado e no pantanal.

## Usos
Possui madeira pesada e flexível, mas que apodrece facilmente, sendo usada na fabricação de papel, artigos desportivos, cabos de vassouras, e obras externas.
A casca fornece fibra para cordas.
Usada no paisagismo urbano.
As flores são comestíveis, apresentando um sabor levemente amargo apreciado por vários animais.

### Medicinal
As folhas tostadas podem ser utilizadas como estimulante e podem substituir a erva-mate no preparo do chimarrão.

## Galeria

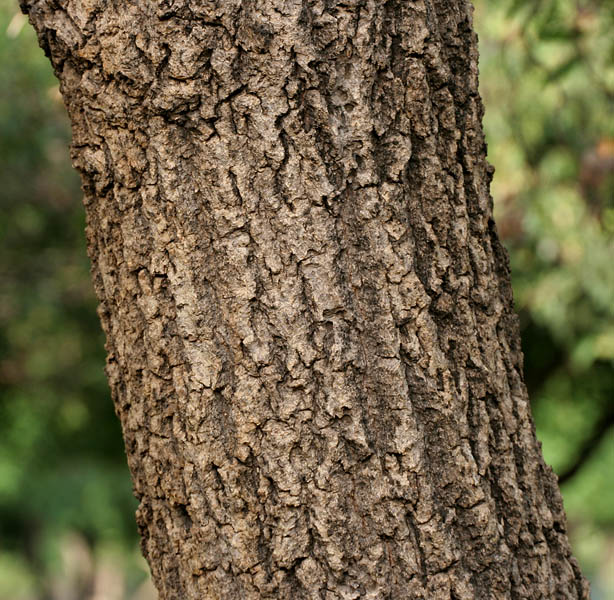
Tronco
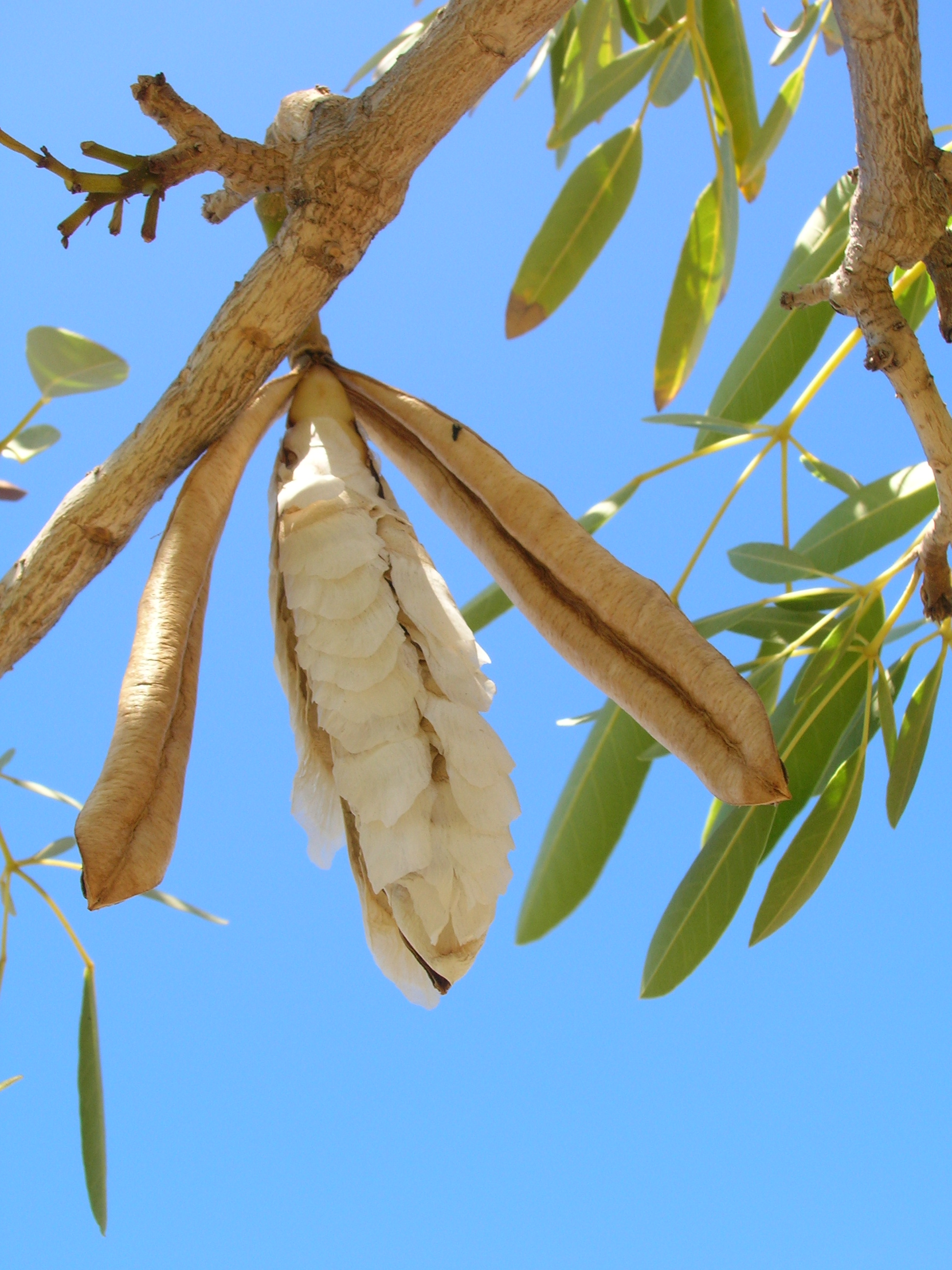
Fruto
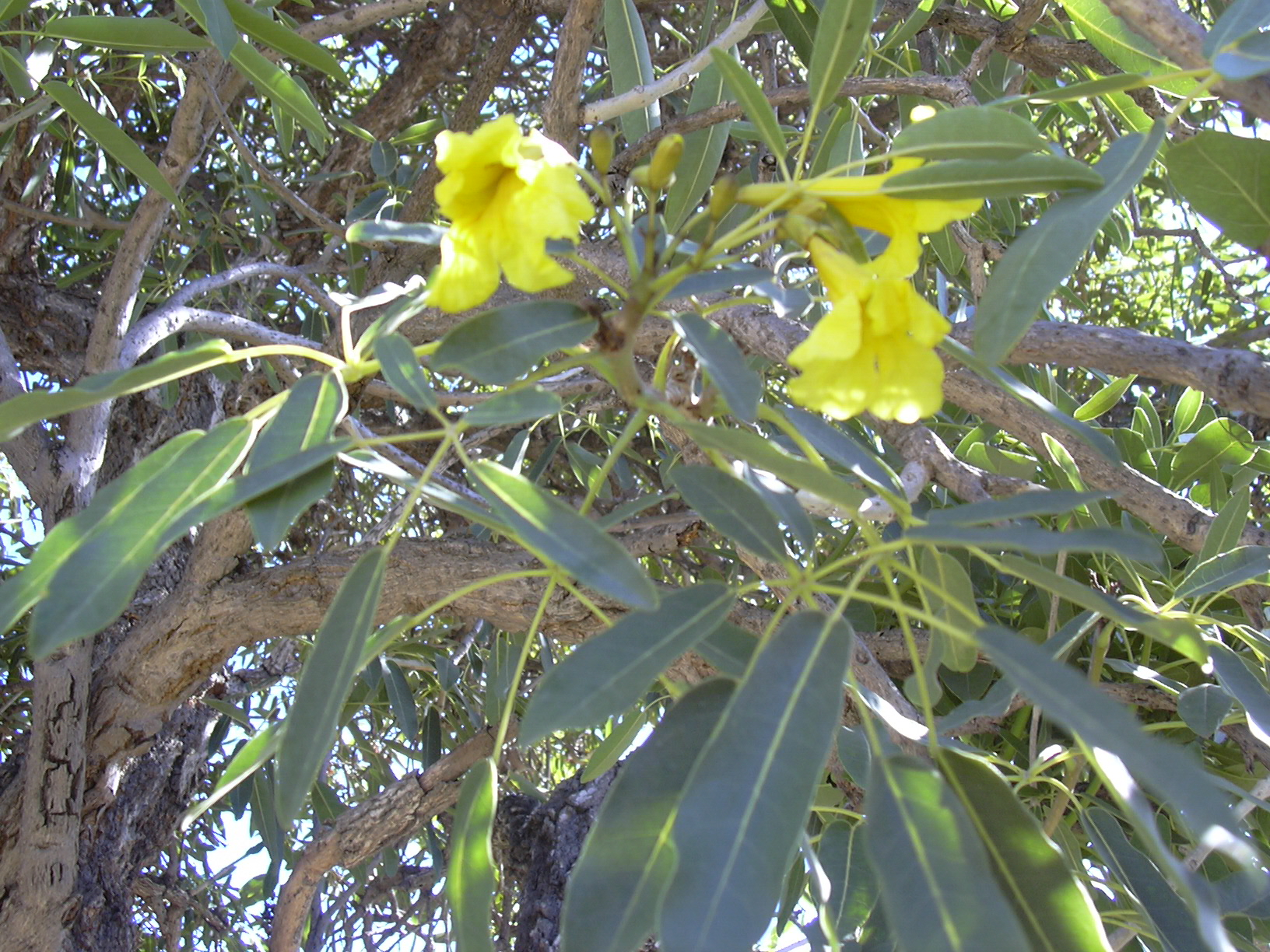
Flor